# 신흥 종교 목록
이 문서는 신흥 종교의 목록을 정리한 문서이다.

## 과거
- 마니교
- 시마바라의 아마쿠사 시로
- 인민사원
- 백련교
- 태평천국
- 백백교
- 용화교
- 동방교

## 현대
- 라엘리안 무브먼트
- 옴진리교(현재는 알레프)
- 마라도나교
- 라스타파리 운동
- 사이언톨로지
- 프리메이슨
- 천리교
- 코피미즘 선교 교회
- 까오다이교
- 증산도
- 현대 이교
- 통일교
- 뉴에이지
- 보이지 않는 분홍 유니콘
- 날아다니는 스파게티 괴물
- 디스코디어니즘
- 세이초노이에교
- 유니테리언주의
- 이쿠안타오교
- 지방교회

## 발생 국가별

### 대한민국
- 신천지
- 천도교
- 증산도
- 대순진리회
- 대종교
- 원불교
- 선린회
- 영생교
- 백백교
- 용화교
- 통일교
- JMS
- 에덴성회
- 천부교
- 단월드
- 만민중앙교회

### 중국
- 태평천국
- 파룬궁

### 일본
- 대본교
- 옴진리교
- 일련종
- 창가학회
- 천리교
- 구세교

### 미국
- 인민사원
- 천국의 문
- 사이언톨로지교
- 사탄의 교회
- 다윗교

### 북한
- 주체사상
- 기타

### 케냐
- 기쁜 소식 국제교회[1]

## 같이 보기
- 한국의 신흥종교
- 신흥 종교
- 사이비 종교